# Kristean Porter
Kristean Porter (Biloxi, 3 de septiembre de 1971) es una deportista estadounidense que compitió en esquí acrobático, especialista en la prueba de salto aéreo y la combinada.
Ganó cuatro medallas en el Campeonato Mundial de Esquí Acrobático entre los años 1991 y 1995.

## Medallero internacional
| Campeonato Mundial | Campeonato Mundial           | Campeonato Mundial | Campeonato Mundial |
| Año                | Lugar                        | Medalla            | Competición        |
| ------------------ | ---------------------------- | ------------------ | ------------------ |
| 1991               | Lake Placid (Estados Unidos) | Medalla de bronce  | Combinada          |
| 1993               | Altenmarkt (Austria)         | Medalla de bronce  | Salto aéreo        |
| 1993               | Altenmarkt (Austria)         | Medalla de bronce  | Combinada          |
| 1995               | La Clusaz (Francia)          | Medalla de oro     | Combinada          |